# D-1/D-3/MA
D-1/D-3/MA – офшорні родовища нафтогазового басейну Крішна-Годаварі, розробка яких відбувалась за єдиним проектом. 
В 2002 році компанія Reliance Industries Limited (RIL) під час буріння на блоці KG-DWN-98/3 (в подальшому був перейменований на KG-D6) виявила значні газові родовища D-1 та D-3 (Dhirubhai-1 та Dhirubhai-3). Їх вуглеводневі поклади виявились пов’язаними із системою каньйонів, заповнених пліоценовими відкладами, що сформувались унаслідок турбідітових явищ та уламкових потоків. В 2006-му на цьому ж блоці відкрили нафтогазоконденсатне родовище MA.  
Родовища відносяться до глибоководної зони, де глибини досягають 1200 метрів, як наслідок, їх облаштування провели у підводному варіанті. Далі продукція MA спершу потрапляла на плавучу установку з підготовки, зберігання та відвантаження (FPSO) «Dhirubhai-1», де рідкі вуглеводні відокремлювались для подальшого вивозу за допомогою танкерів. Газ MA відправлявся з «Dhirubhai-1» на береговий комплекс підготовки, так само як і продукція D-1 та D-3, для чого використовували споруджену RIL систему трубопроводів KG-D6 – Гадімога.
Видобуток нафти та газу з MA стартував у вересні 2008-го та листопаді 2009-го відповідно. D-1 та D-3 ввели в розробку з квітня 2009-го. 
На момент початку розробки видобувні запаси D-1 та D-3 оцінювали у 290 млрд м3, ще 19 млрд м3 газу очікували отримати з MA. Родовища мали стати головним джерелом наповнення газопроводу Схід – Захід, пропускну здатність якого вирішили збільшити з первісно запланованих 40 млн м3 на добу до 80 млн м3. В 2010/2011 бюджетному році з блоку KG-D6 отримали понад 20 млрд м3, або біля 56 млн м3 щодобово (з піком на рівні 69 млн м3 у березні 2010-го). Втім, вже наступного року видобуток впав до 15,6 млрд м3, що пояснювалось проривом води та піску у свердловини та зупинкою 6 із 18 свердловин на D-1/D-3 та 2 із 6 на МА. Зазначені процеси продовжувались і надалі, так що станом на початок 2014-го на D-1/D-3 працювало лише 8 свердловин, що забезпечувало 8,5 млн м3 газу на добу (при цьому МА видавало 3,3 млн м3 та, як розраховували, повинно було подвоїти цей обсяг завдяки спорудженню нової свердловини).
У вересні 2018-го, як тільки сплив строк 10-річного контракту, «Dhirubhai-1» демобілізували (далі цю плавучу установку планували задіяти в Гані на родовищі Пекан). Видобуток з D-1 та D-3 зупинили у лютому 2020-го.
Всього за період розробки з трьох родовищ в сукупності видобули біля 85 млрд м3 газу (на МА припало 15 млрд м3, плюс 31 млн барелів нафти та конденсату).
Можливо також відзначити, що в подальшому під D-1 та D-3 знайшли газоконденсатне родовище MJ, продуктивні поклади якого залягають на 2 км глибше. Створена для проекту D-1/D-3 інфраструктура наразі використовується для розробки MJ, а також більш дрібних родовищ Satellite Clusters.